# Paypayrola guianensis
Paypayrola guianensis Aubl. – gatunek roślin z rodziny fiołkowatych (Violaceae). Występuje naturalnie w Panamie, Kolumbii, Wenezueli, Gujanie, Surinamie, Gujanie Francuskiej, Ekwadorze oraz Brazylii (w stanach Acre, Amazonas i Amapá). 

## Morfologia
PokrójZimozielone drzewo lub krzew. Dorastające do 3–7 m wysokości.
LiścieBlaszka liściowa ma kształt od owalnie lancetowatego do podługowato odwrotnie jajowatego. Mierzy 13–20 cm długości oraz 7–10 cm szerokości, jest niemal całobrzega, ma nasadę od tępej do klinowej i ostry lub tępy wierzchołek. Ogonek liściowy jest nagi.
KwiatyZebrane w gronach o długości 4–7 cm, wyrastają z kątów pędów lub na ich szczytach. Mają działki kielicha o owalnym kształcie. Korona kwiatu jest rurkowata, płatki są od lancetowatych do równowąskich i mają żółtą barwę.

## Biologia i ekologia
Rośnie w lasach oraz na brzegach cieków wodnych. Występuje na wysokości do 300 m n.p.m.